# Бахчеево
Бахче́ево  — посёлок сельского типа в составе городского поселения Стрелица в Семилукском районе Воронежской области.

## География
Посёлок расположен в 28 км от областного центра — города Воронежа, в 16 км от районного центра — города Семилуки, в 3 км от посёлка Стрелица, на крайнем юго-западе Семилукского района, на реке Девица (приток Дона), в 7 км от трассы А144.

### Улицы
- ул. Горняцкая,
- ул. Заречная,
- ул. Матросова,
- ул. Советская,
- ул. Социалистическая,
- ул. Спортивная,
- ул. Школьная.

## Транспорт
Имеется постоянное автобусное сообщение с городами Воронеж, Семилуки.
Автобусные маршруты:
- «Воронеж — Бахчеево» (№ 108)
- «Семилуки — Бахчеево» (№ 101)[2]

## Инфраструктура
- Карьер — добыча глины, песка и декоративного камня
- Продуктовые магазины — 2
- Садоводческое некоммерческое товарищество «Бахчеево»
- Школа
- Медпункт
- Бахчеевский родник